# Pierre Fontaine
Pierre Fontaine (* zwischen 1390 und 1395 im Erzbistum Rouen; † zwischen 1447 und 1450 wahrscheinlich in Dijon) war ein französischer Komponist, Kapellmeister, Sänger und Kleriker des frühen Renaissance.

## Leben und Wirken
Über die frühen Jahre von Pierre Fontaine und seine Ausbildungszeit sind keine Informationen überliefert. Seine ersten Lehrjahre hatte er vermutlich als Chorknabe an der Kathedrale seiner Heimatstadt. Ab 25. Mai 1403 wird er in den Listen des Herzogtums Burgund unter Herzog Philipp dem Kühnen als Mitglied der Hofkapelle im Rang eines sommeliers geführt; dies deutet darauf hin, dass er auch organisatorische Aufgaben wahrzunehmen hatte. Eine Notiz vom Jahr 1404 bezeichnet ihn auch als „le petit Perrinet“. Nachdem Herzog Johann von Berry (1360–1416) in Bourges eine Sainte-Chapelle neu gegründet hatte, war Pierre Fontaine von 1405 bis 1407 dort Mitglied; auch viele andere namhafte Musiker waren dort verpflichtet worden, so auch Johannes Cesaris und Guillaume Legrant. Für die folgenden acht Jahre ist sein Aufenthalt nicht belegt; ab 1415 ist er wieder in burgundischen Diensten nachweisbar, und zwar als chaplain in der Hofkapelle von Herzog Johann Ohnefurcht. Er war dort Kollege von Nicholas Grenon, Guillaume Le Rouge und Richard Cardot. Nachdem sein Dienstherr am 10. September 1419 ermordet worden war, verließ Pierre Fontaine zusammen mit anderen Mitgliedern der Kapelle das Burgund und wandte sich nach Italien. Am 30. März 1420 wurde er Mitglied der Kapelle von Papst Martin V. in Florenz, wo er acht Jahre lang blieb. In dieser Zeit bekam er ein Kanonikat in Flandern, und zwar an der Kirche St. Hermès in Ronse (französisch Renaix).
Um 1429 ist Fontaine nach Burgund zurückgekehrt; er blieb hier als Sänger am Hof von Herzog Philipp dem Guten wahrscheinlich bis an sein Lebensende. Im Jahr 1431, vielleicht auch etwas früher, war der Komponist auf die Stelle eines zweiten chaplains aufgerückt. Sein Kollege Gilles Binchois, ebenfalls chaplain in der Hofkapelle, nennt in seiner Motette „Nove cantum melodiae“, verfasst für den 18. Januar 1431, die Mitglieder der Kapelle, darunter auch Fontaine und sich selber. Weil damals die Position des premier chaplain ein repräsentatives Amt mit Beratung des Herzogs darstellte, könnte die Stelle des zweiten Chaplains mit der Leitung der Sängerkapelle verbunden gewesen sein. Pierre Fontaine erhielt die Priesterweihe vermutlich im Jahr 1433 und bekam bis zum Jahr 1445 mehrere Pfründen. Zu Anfang des Jahres 1447 erscheint er zum letzten Mal in der Liste der Kapellmitglieder. Im gleichen Jahr wird ein anderer Musiker mit Namen Nicolas de Graincourt als neuer chaplain aufgeführt, aber erst 1451 definitiv als Ersatzperson für Fontaine genannt. Gilles Binchois wurde 1447 der Nachfolger als zweiter Chaplain.

## Bedeutung
Pierre Fontaine gehört zu einer Generation höfischer Komponisten, die den Vorläufern der franko-flämischen Musik zugerechnet werden. Von der Gesamtheit seines Werks ist nur ein kleiner Teil überliefert. Der burgundische Hof, an dem er die meiste Zeit diente, war ein kulturelles Zentrum, und er selbst eine überdurchschnittliche Erscheinung, die schon in jungen Jahren ein großes Ansehen besaß und bei seinen Zeitgenossen gut bekannt war. Geht man von den überlieferten Werken aus, scheint er nur weltliche Chansons geschrieben zu haben. Bei den sieben Kompositionen handelt es sich um sechs Rondeaux und eine Ballade. Stilistisch sind sie typische Beispiele für den neuen Stil am Anfang des 15. Jahrhunderts. Sie sind „knapp gehalten und zeilenhaft gegliedert, und sie zeigen eine deutliche Individualität, teilweise sogar Extravaganz“ (Hans-Otto Korth in der Quelle MGG).

## Werke
- Gesicherte Werke
  - „Pastourelle en un vergier“, Ballade zu drei Stimmen
  - „A son plaisir volentiers serviroye“, Rondeau zu drei Stimmen; als „Vier hundert jahr auf erd“ zu zwei Stimmen von Oswald von Wolkenstein
  - „De bien amer quant l’ay enpris“, Rondeau zu drei Stimmen
  - „J’ayme bien celui que s’en va“, Rondeau zu drei Stimmen
  - „Mon cuer pleure mais des ieux me faut rire“, Rondeau zu drei Stimmen
  - „Pour vous tenir en la grace amoureuxe“ / „Mon dulx amy tenés vous tout temps gay“, Rondeau zu vier Stimmen
  - „Sans faire de vous departie“, Rondeau zu drei Stimmen
- Eventuell Fontaine zuzuschreibende Komposition (G. Reaney 1969)
  - „Mon plus haut bien ma yoye et mon desir“, anonymes Rondeau zu drei Stimmen
- Irrtümlich Fontaine zugeschriebene Werke
  - „Regali ex progenie“ zu drei Stimmen, von Fonteyns
  - Kyrie zu drei Stimmen, von Perrinet